# Награда „Митрополит Методий Кусев“
Наградата „Митрополит Методий Кусев“ е ежегодна награда, присъждана от Регионалното управление на образованието в Стара Загора от 2019 г. по повод и в навечерието на 1 ноември – Деня на народните будители.
Представлява грамота и плакет с образа на Митрополит Методий Кусев.
Връчва се на директори, учители и колективи в училища и детски градини „за значими постижения в професионалната педагогическа дейност и принос в системата на предучилищното и училищното образование“ в Старозагорска област.